# Nawet nie wiesz, jak bardzo cię kocham (film)
Nawet nie wiesz, jak bardzo cię kocham – polski inscenizowany film dokumentalny z 2016 roku w reżyserii i według scenariusza Pawła Łozińskiego. Film jest zapisem intymnych „zwierzeń” matki i córki podczas terapii koordynowanej przez psychiatrę Bogdana De Barbaro, z tym że w role osób odbywających terapię wcieliły się zawodowe aktorki, Ewa Szymczyk i Hanna Maciąg.
Nawet nie wiesz, jak bardzo cię kocham wzbudził konsternację krytyków. Dostrzegano w dziele Łozińskiego psychodramę na pograniczu filmu dokumentalnego i fabularnego, „wykreowaną w celach edukacyjnych, oswajającą psychoterapię jako część trudnego procesu prowadzącego do katharsis”. Niejednoznaczność gatunkowa filmu dawała widzom „możliwość, żeby stali się świadkami dialogu terapeutycznego i doświadczali jego intensywności z bliska”. Film Łozińskiego zdobył szereg prestiżowych nagród, między innymi Srebrnego Lajkonika w konkursie polskim Krakowskiego Festiwalu Filmowego oraz Grand Prix festiwalu CineDoc w Tbilisi.